# Morenilla

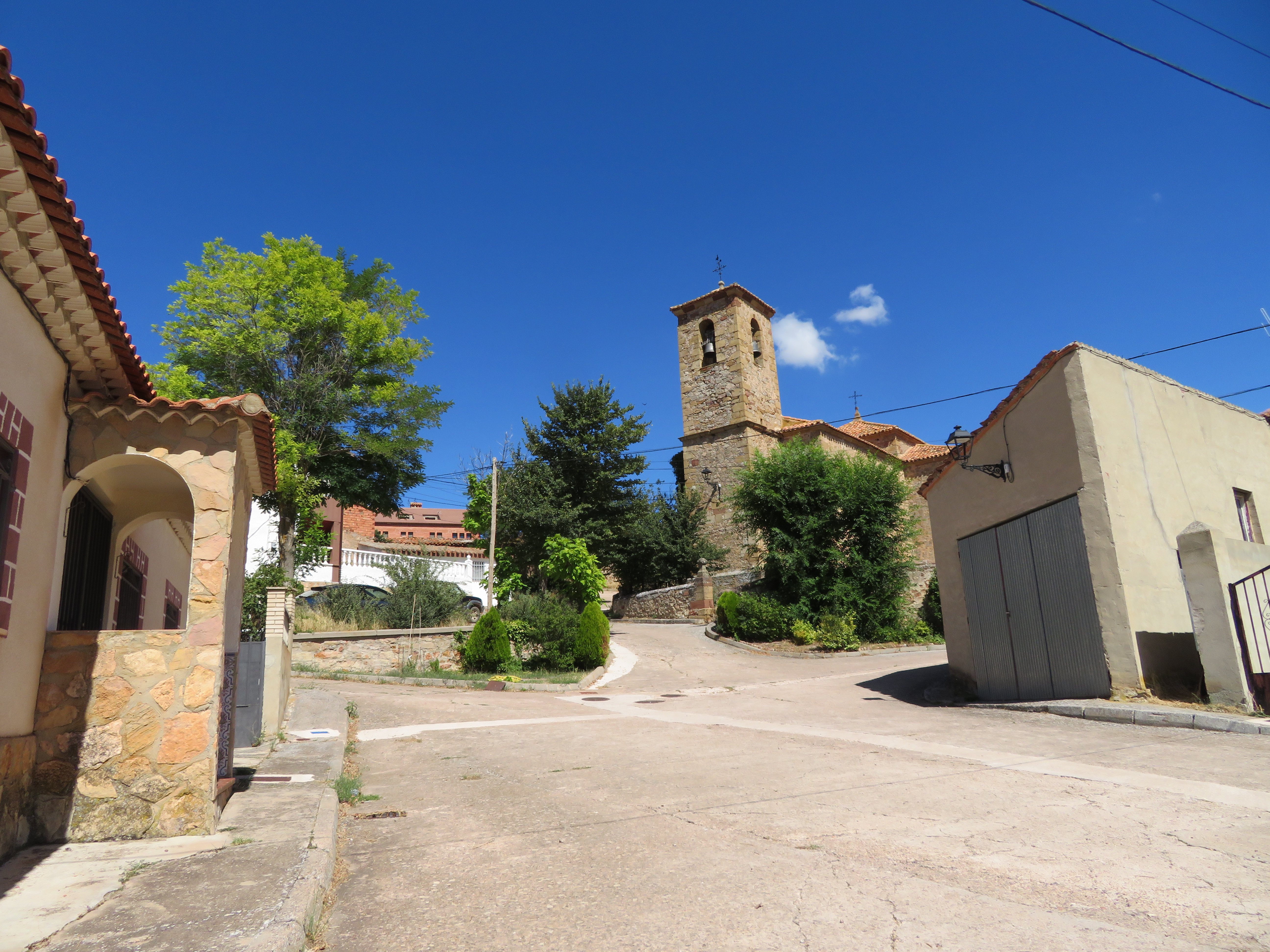
Morenilla

Morenilla es un municipio y localidad española de la provincia de Guadalajara, en la comunidad autónoma de Castilla-La Mancha. El término municipal tiene una población de 48 habitantes (INE 2024).

## Geografía
Integrado en la comarca de Señorío de Molina-Alto Tajo, se sitúa a 157 km de la capital provincial. El término municipal está atravesado por la carretera nacional N-211 entre los pK 75 y 78.
El relieve del municipio se caracteriza por la elevada altitud del Sistema Ibérico castellano, suavizada por la presencia del río Gallo que cruza el territorio de suroeste a este. La altitud oscila entre los 1370 m al sur y los 1150 m a orillas del río Gallo. El pueblo se alza a 1189 m sobre el nivel del mar.
| Noroeste: Castellar de la Muela | Norte: Hombrados                       | Noreste: Hombrados      |
| Oeste: Prados Redondos          |                                        | Este: El Pobo de Dueñas |
| Suroeste: Anquela del Pedregal  | Sur: Anquela del Pedregal y Tordellego | Sureste: Tordellego     |

## Historia
Hacia mediados del siglo XIX, el lugar tenía contabilizada una población de 110 habitantes. La localidad aparece descrita en el decimoprimer volumen del Diccionario geográfico-estadístico-histórico de España y sus posesiones de Ultramar de Pascual Madoz de la siguiente manera:

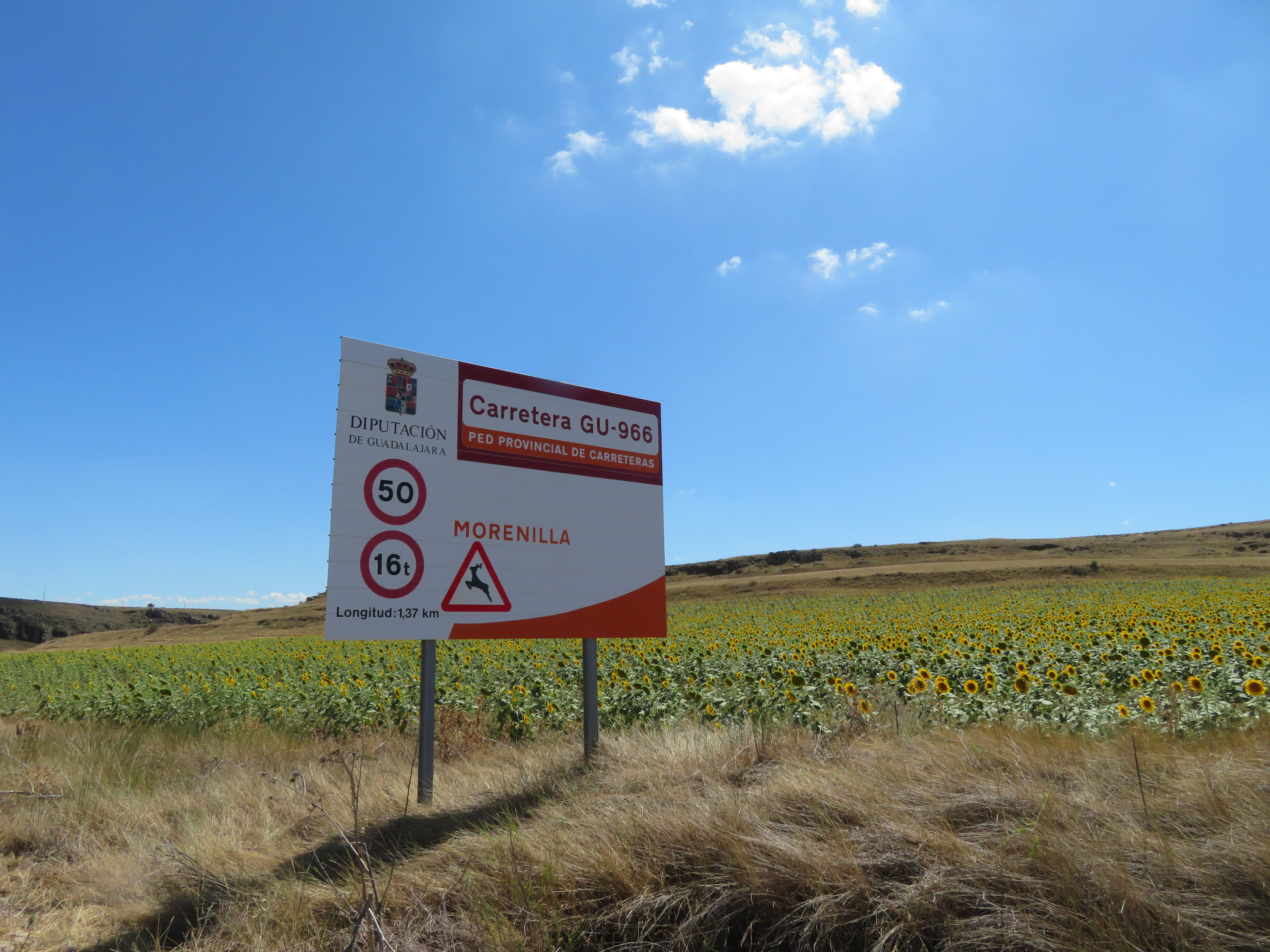
Carretera de Morenilla, GU-966 (Guadalajara). Campo de girasoles.

MORENILLA, l. con ayunt. en la prov. de Guadalajara (16 leg.), part. jud. de Molina (3), aud. terr. de Madrid (26), c. g. de Castilla la Nueva, dióc. de Sigüenza (13). sit. parte en llano y parte en cuesta; tiene 42 casas, la consistorial con cárcel; escuela de instruccion primaria, dotada con 14 fan. de trigo; una igl. parr. (San Julian), servida por un cura y un sacristan. versalita: confina con los de Hombrados, El Pobo y Anquela; dentro de él se encuentran 6 fuentes, 2 erm. (la Soledad y Ntra Sra. del Royo), y el desp. de Teros : el terreno, que participa de quebrado y llano, es de mediana calidad. caminos, los locales y el que dirige á Valencia. correo: se recibe y despacha en la cab. del part. prod.: trigo puro, centeno, cebada, avena, patatas, legumbres y pastos, con los que se mantiene ganado lanar, vacuno, mular y asnal; hay caza de liebres, conejos y perdices. ind.: la agrícola y 2 molinos harineros impulsados por el arroyo que se forma de la fuente que surte al vecindario. comercio: esportacion del sobrante de frutos y ganados, é importacion de los art. que faltan. pobl.: 30 vec., 110 alm. cap. prod.: 544,300 rs. imp.: 38,101. contr.: 4.843 rs.
(Madoz, 1848, p. 605)

## Demografía
Morenilla cuenta con una población de 48 habitantes (INE 2024).

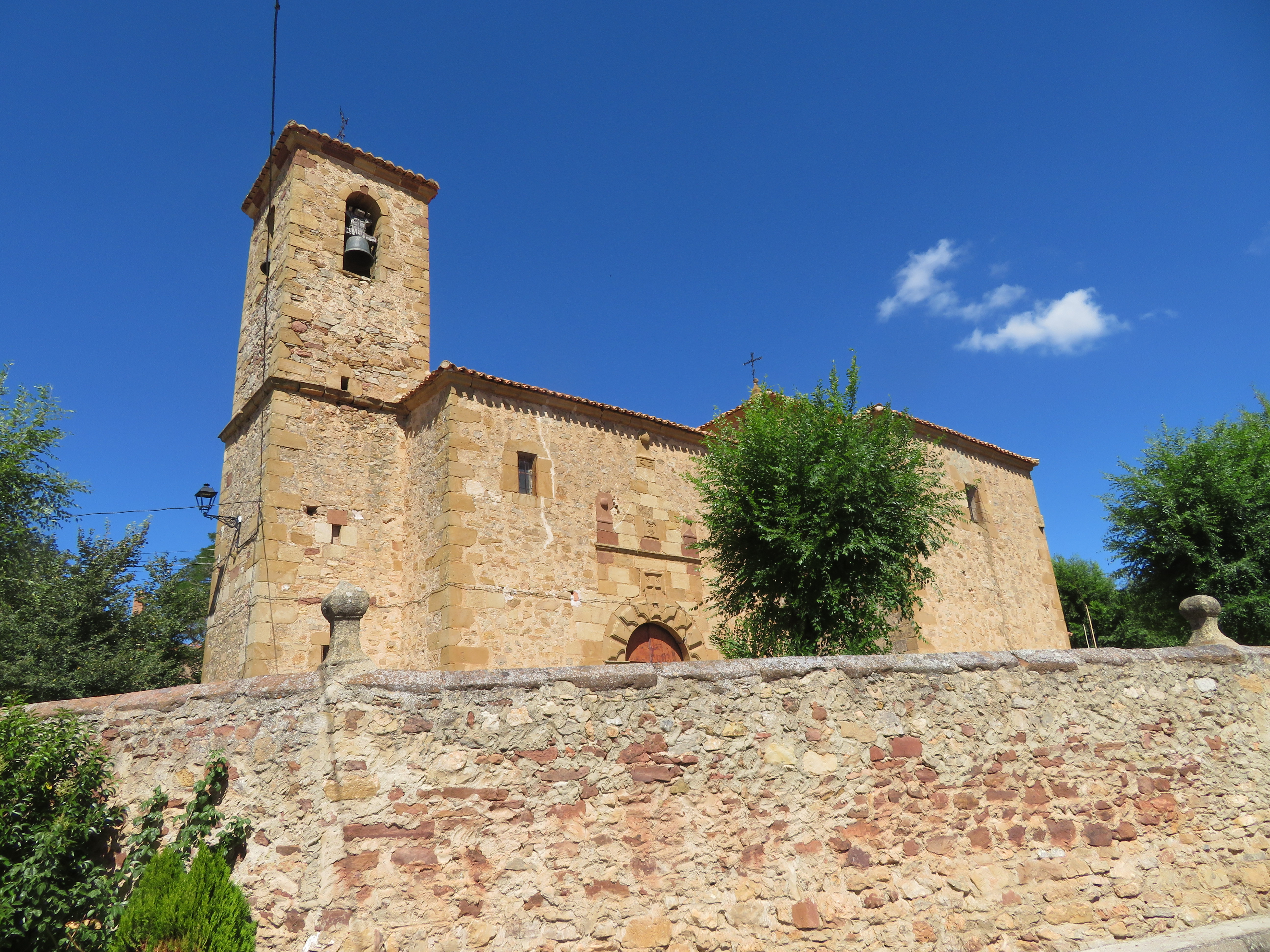
Iglesia parroquial de San Julián

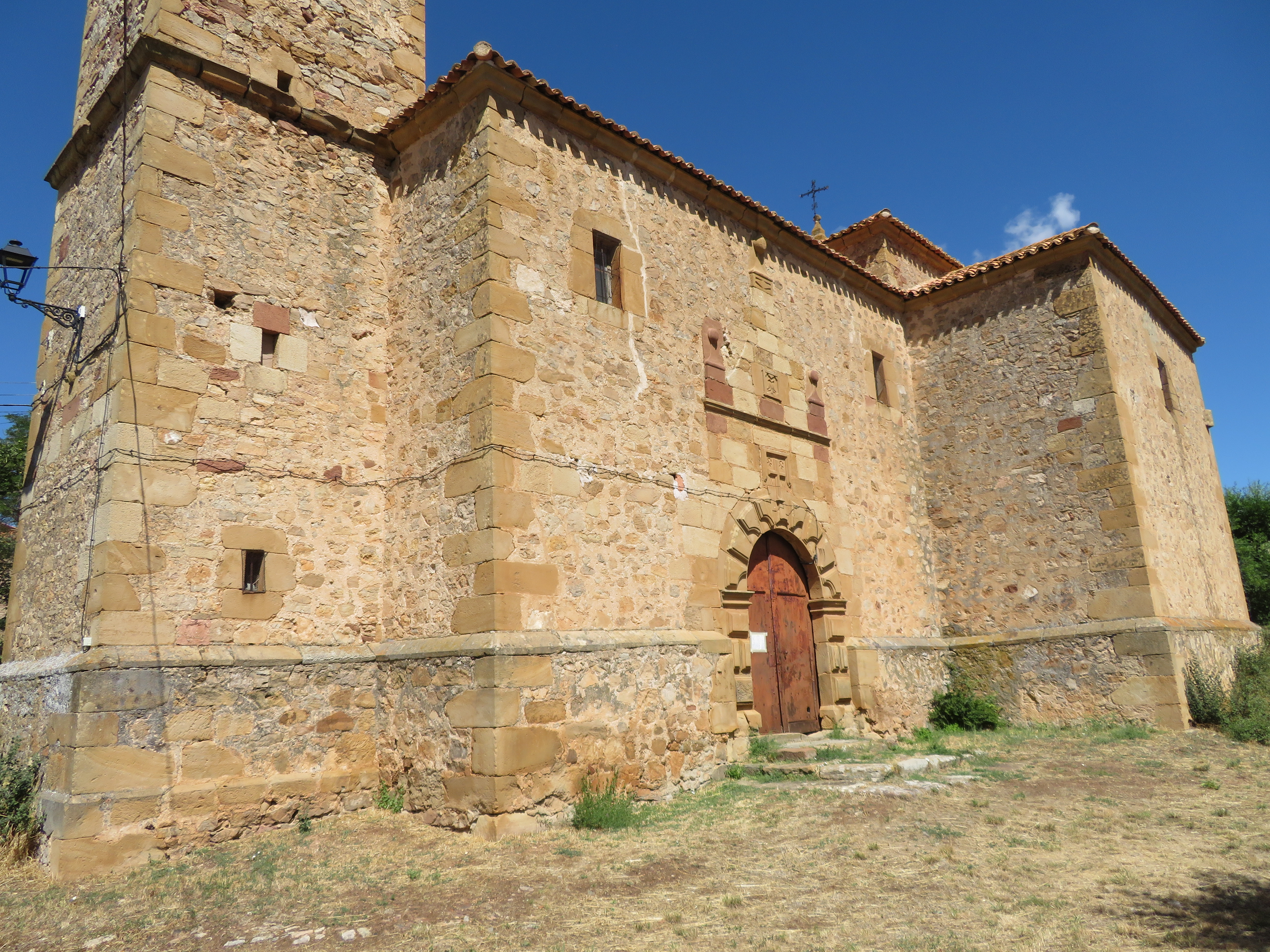
Iglesia de San Julián, parroquia de Morenilla

| Gráfica de evolución demográfica de Morenilla entre 1842 y 2021                                                     |
| |
| Población de derecho según los censos de población del INE Población de hecho según los censos de población del INE |

| 110           | 76 | 65 | 90 | 47 | 45 |
| (Fuente: INE) |    |    |    |    |    |